# Distretto di Madou
Il distretto di Madou (麻豆區S, Mádòu QūP) è un distretto della città di Tainan, situata a Taiwan.